# پیکو ریورا (کالیفرنیا)
پیکو ریورا (به انگلیسی: Pico Rivera) شهری در شهرستان لس‌آنجلس، کالیفرنیا ایالت کالیفرنیا است که در سرشماری سال ۲۰۱۰ میلادی، ۶۲۹۴۲ نفر جمعیت داشته است.